# Ana Dabović

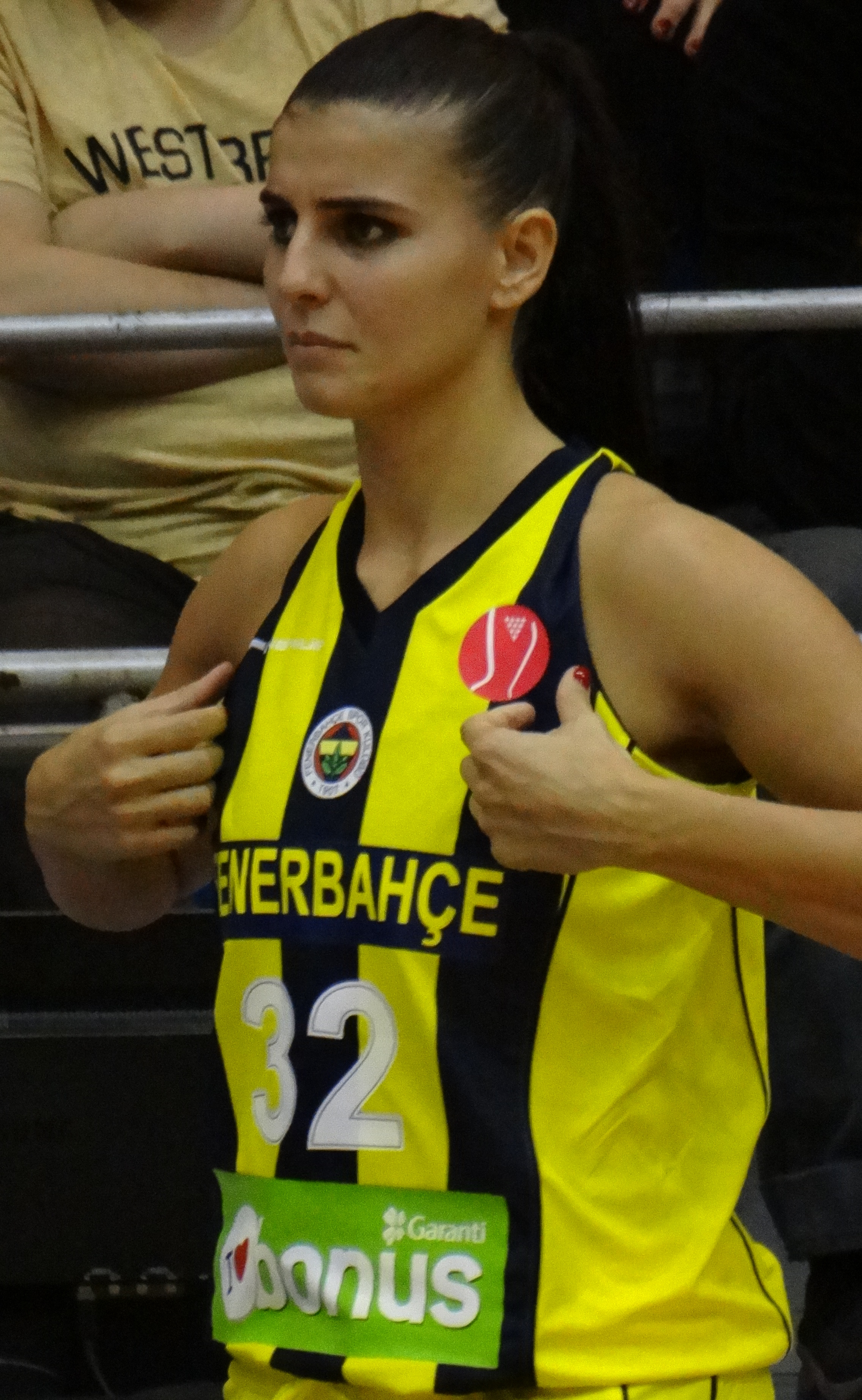
Ana Dabović

Ana Dabović, född 18 augusti 1989 i Cetinje, är en serbisk basketspelare. Dabović blev olympisk bronsmedaljör i basket vid sommarspelen 2016 i Rio de Janeiro.